# Romuald Jakubowski

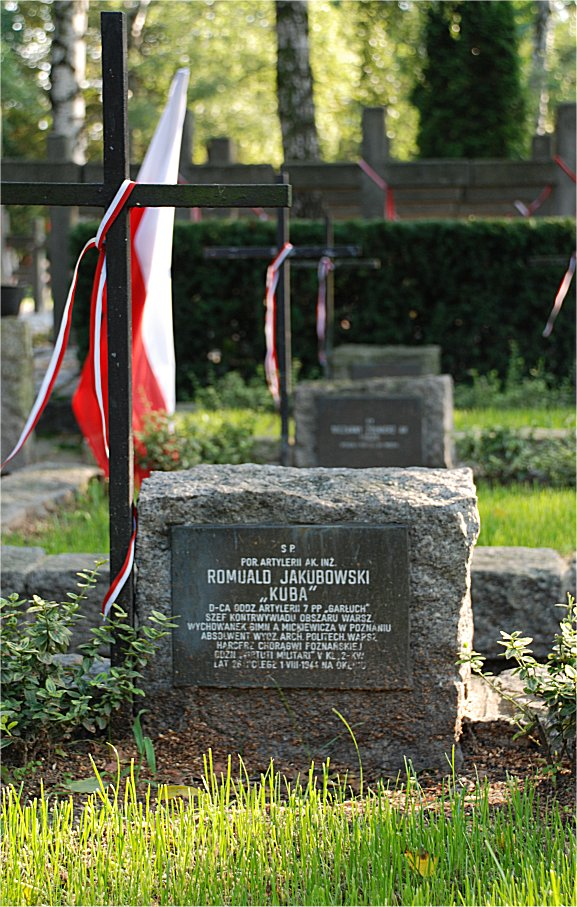
Mogiła na Powązkach Wojskowych

Romuald Jakubowski ps. Kuba (ur. ok. 1918, zm. 1 sierpnia 1944 w Warszawie) – porucznik artylerii Armii Krajowej, inżynier, uczestnik powstania warszawskiego.
Uczył się w Gimnazjum im. A. Mickiewicza w Poznaniu. Ukończył architekturę na Politechnice Warszawskiej. Podczas okupacji niemieckiej był szefem kontrwywiadu Obszaru Warszawskiego. W powstaniu dowodził oddziałem artylerii 7 pp „Garłuch”. Poległ 1 sierpnia 1944 w walkach na Okęciu. Miał 26 lat. Pochowany na Wojskowych Powązkach w Warszawie (kwatera A28-1-13). Razem z Romualdem zginęli jego dwaj bracia: por. art. Wiktor ps. „Wiko” (1917–1944) i por. art. Zbigniew ps. „Słoń” (1920–1944).
Został odznaczony Orderem Virtuti Militari V kl. i dwukrotnie Krzyżem Walecznych.